# Cry On
Cry On était un projet de jeu vidéo de la société Mistwalker qui a été annulé en décembre 2008.
Il s'agissait d'un action-RPG développé par Cavia et produit par Mistwalker sur Xbox 360. Dans cet action-RPG au visuel proche du cel-shading, le joueur devait incarner une princesse du nom de Sally qui devait mettre à bien une certaine mission; pour cela, elle devait voyager jusqu'à un pays lointain, accompagnée d'une créature connue sous le nom de "boggle". Éléments majeurs de l'histoire, ces boggles sont des créatures énormes, capables de prendre plusieurs formes et de combattre les ennemis de leurs maîtres,,,,,,.

## Équipe de développement
- Producteur : Hironobu Sakaguchi
- Design des personnages : Manabu Kusunoki
- Compositeur : Nobuo Uematsu.